# 881
Раннє Середньовіччя •  Епоха вікінгів •  Золота доба ісламу •  Реконкіста

## Геополітична ситуація
У Візантії триває правління Василя I Македонянина. Володіння Каролінгів займають значну частину Європи, але реальна влада належить уже не королям, а грандам. Північ Італії належить Італійському королівству під владою франків, середню частину займає Папська область, герцогства на південь від Римської області незалежні, деякі області на півночі та на півдні належать Візантії, інші окупували сарацини. Піренейський півострів, окрім Королівства Астурія та Іспанської марки, займає Кордовський емірат. Північну частину Англії захопили дани, на півдні править Вессекс. Існують слов'янські держави: Перше Болгарське царство, Велика Моравія, Приморська Хорватія.
Аббасидський халіфат очолює аль-Мутамід, халіфат втрачає свою могутність. У Китаї править династія Тан. Значними державами Індії є Пала, Пратіхара, Чола. В Японії триває період Хей'ан. На північ від Каспійського та Азовського морів існує Хозарський каганат.
На території лісостепової України в IX столітті літописці згадують слов'янські племена білих хорватів, бужан, волинян, деревлян, дулібів, полян, сіверян, тиверців, уличів. У Північному Причорномор'ї співіснують різні кочові племена, зокрема хозари, алани, тюрки, угри, кримські готи. Херсонес Таврійський належить Візантії. У Києві правлять Аскольд і Дір.

## Події
- У Китаї повстанці Хуан Чао захопили столицю Чан'ань. Хуан Чао проголосив себе імператором. Танський двір утік у Сичуань і звернувся по допомогу до тюркського племені шато.
- Карла III Товстого висвячено на римського імператора.
- Війська Аббасидського халіфату розпочали облогу столиці повстання зинджів в Іраку.
- Вікінги й далі вчиняли грабіжницькі рейди на землі франків. Людовик III завдав їм поразки в битві при Сокурт-ан-Віме, знищивши понад 8 тис. супротивників. Карл III Товстий заплатив їм данину, щоб вони відступили з Фландрії.
- Споруджено перший храм-гору в Ангкорі.
- Написано Секвенцію про святу Євлалію, найдавнішу літературну пам'ятку французькою мовою.